# 도두동
도두동(道頭洞)은 제주특별자치도 제주시의 행정동이다. 법정동인 도두일동, 도두이동을 관할한다. 면적은 4.03 km2이며, 인구는 2016년 12월 31일 주민등록 기준으로 2,918 명이다.

## 지리
도시근교의 전형적인 농어촌 지역으로서 4개의 자연마을(도두1동, 사수, 신성, 다호)이 형성되어 있고, 제주국제공항, 하수종말처리장, 위생처리장, 오일시장 등이 위치해 있다. 남쪽 내륙에 있는 신성, 다호 마을과 북쪽 해안가에 위치한 도두1동, 신사수(사수)는 제주공항 활주로로 인해 생활권이 분리되어 있다.

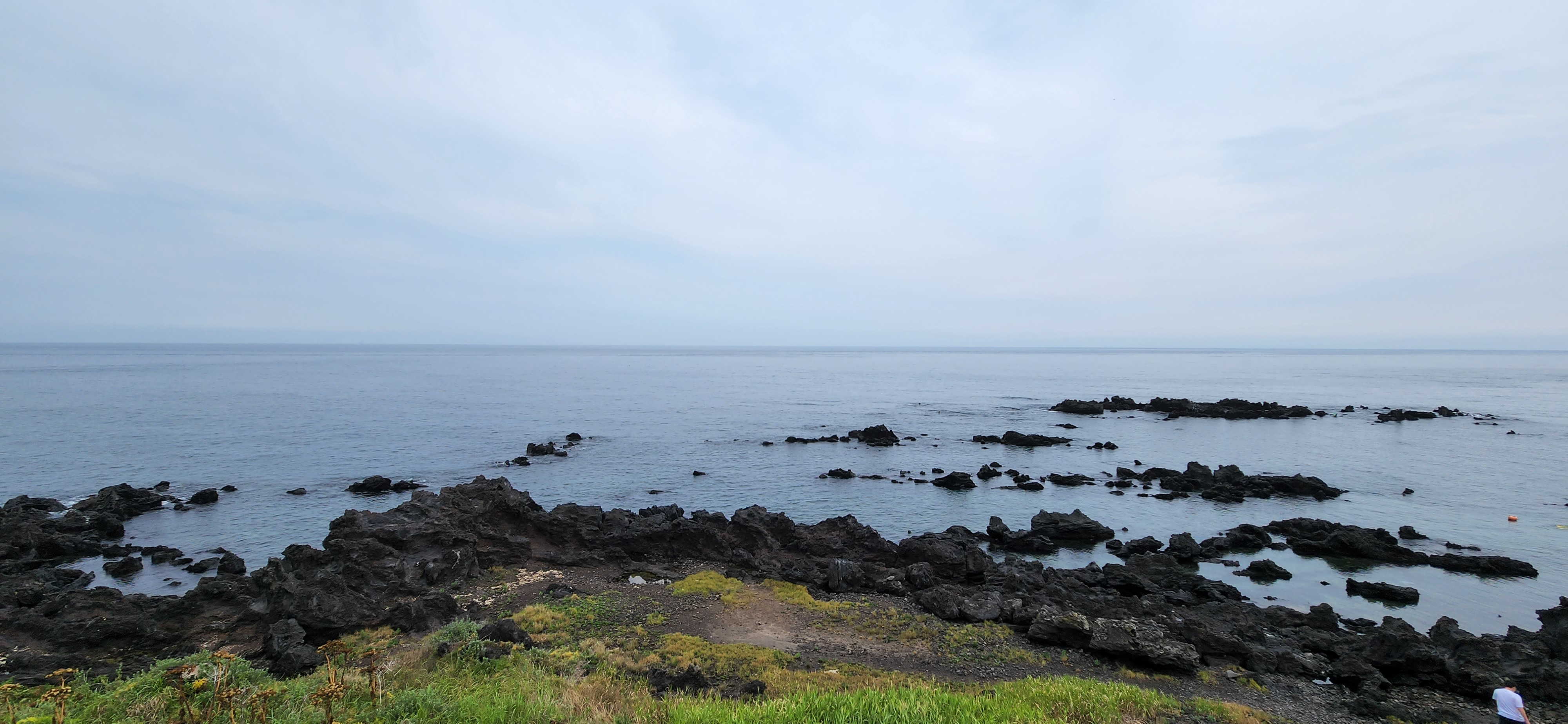
도두동무지개 해안도로에서 보이는 해안의 모습.

0.096 km2의 공유수면이 매립되어 도두항 인근 해안가에는 횟집과 카페들이 들어서 있고, 북쪽 해안을 따라 형성된 카페촌 및 도두봉과 해안선을 잇는 빼어난 자연경관으로 관광지로서의 발전가능성이 있는 곳이다. 반면, 도두1동과 신사수 주민 상당수는 제주공항의 소음과 하수처리장의 악취로 인해 생활상의 많은 불편을 겪고 있다.

## 역사
1931년에 도두리가 도두1리와 도두2리로 분리되었고, 1943년 3월에 일제가 군용 비행장을 설치하면서 도두2리의 약 150 가구가 0.2 km2의 옥토를 잃고 강제이주 당해 많은 영세민이 발생하였다. 1948년 4월에 발생한 4·3 사건으로 인하여 200여 채의 가옥이 피해를 입어 약 600 명의 이재민이 발생하였다.
1955년 9월 1일, 제주읍이 북제주군으로부터 분리되어 시로 승격하면서 제주시 도두일동, 도두이동이 되었다.